# 薩爾瓦達山脈

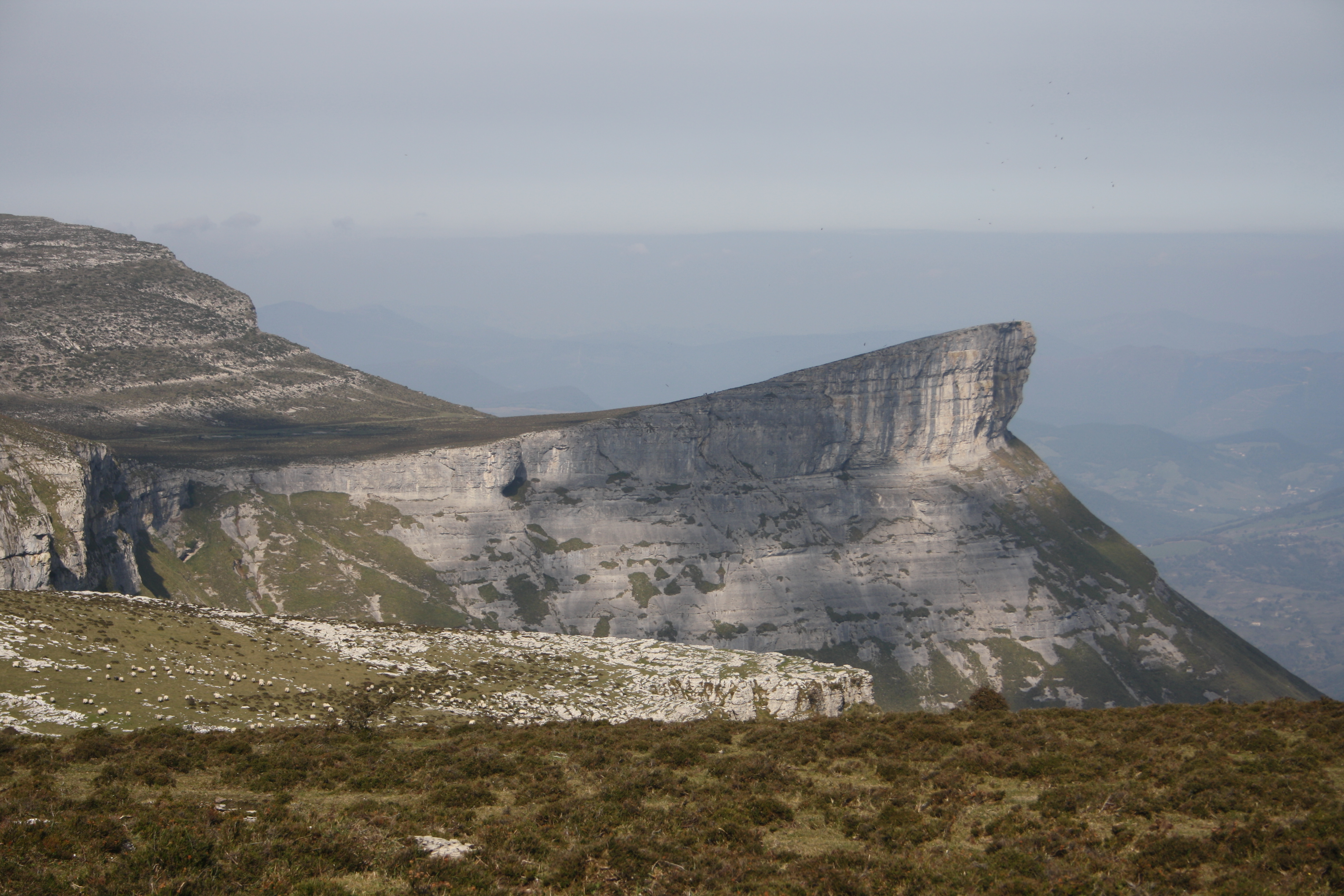

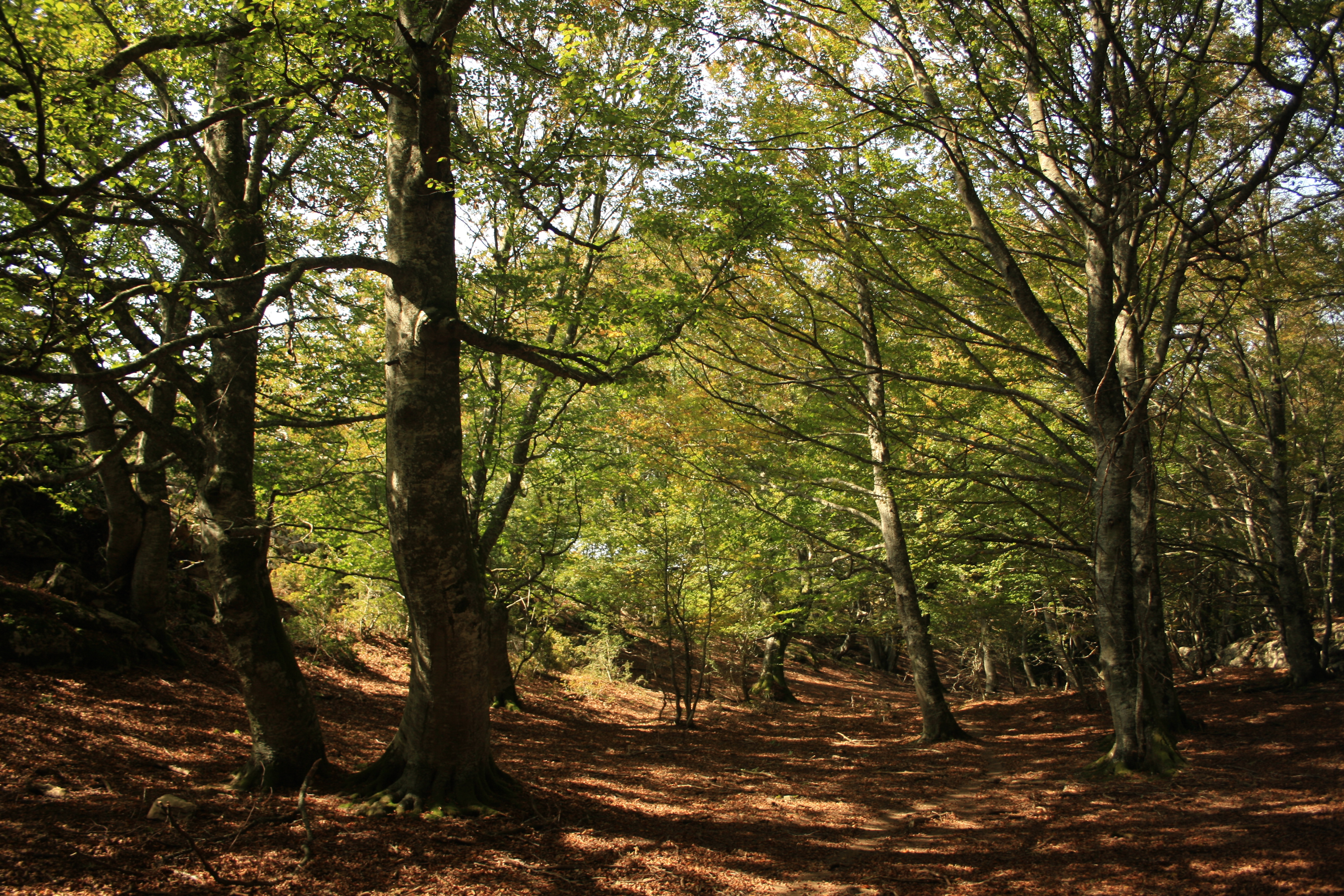

薩爾瓦達山脈（西班牙語：Sierra Salvada），是西班牙的山脈，位於阿拉瓦省，處於布爾戈斯西北部，長25公里，面積100平方公里，最高點海拔高度1,180米，該山脈有224種動植物。